# Хеленски историјски роман
Хеленски историјски роман је један од видова хеленских романа. Својом тематиком он се надовезује на значајне историјске личности или догађаје. Ови историјски романи нису класична историографска дела, јер њихови писци слободно интерпретирају историјску грађу и додају јој нове појединости. Најпознатији романи ове врсте су Роман о Александру Великом и Роман о Тројанском рату. Роман о Александру Великом се обично приписује Псеудо-Калистену, док је аутор Романа о Тројанском рату потпуно непознат. Оба романа су била позната и јужнословенским народима у средњем веку под именом Александрида и Роман о Троји, а преузели су их посредно, из византијске књижевности и римске књижевности.